# Pol Sax
Pol Sax (Schifflange, 29 de gener de 1960) és un escriptor luxemburguès. La seva novel·la "U5", escrita en alemany, va guanyar el Premi Servais el 2009.

## Biografia
Nascut el 29 de gener de 1960 a Schifflange, al sud-est de Luxemburg, Sax va anar a l'escola primària a Mondercange, a la École professionelle d'Esch-sur-Alzette, la Ecole des arts et métiers de Ciutat de Luxemburg, i al Lycée des garçons d'Esch-sur-Alzette. Posteriorment estudiaria alemany i filosofia a la Universitat de Heidelberg i a la Universitat Lliure de Brussel·les.
Entre 1994 i 1996, Sax va treballar en diversos restaurants, així com operador d'una fàbrica de pasta de Heidelberg. Posteriorment seria bàrman, entre 1996 i 1999. A partir del 2001 viu a Berlín, on treballa com a escriptor freelance, realitzant articles sobre literatura alemanya i sobre autors tals com Bernhard Schlink o Sven Regener.
El 2008 Pax va debutar al món literari amb la seva novel·la "U5", nom que rebé del metro de Berlín (U-Bahn), que és el teló de fons d'una història sobre les relacions entre tres figures marginalitzades. El 2002 Sax va ser premiat amb una càtedra literària per la Förderkreises Deutscher Schriftsteller a Baden-Württemberg.

## Obres
U5, Elfenbein Verlag, Berlín 2008, ISBN 978-3-932245-94-7